# Billinge Higher End and Winstanley
Billinge Higher End and Winstanley är en unparished area i distriktet Wigan i grevskapet Greater Manchester i England. Det inkluderar Higher End och Winstanley. Unparished area hade 6 731 invånare år 2001.